# Edmond Garrigues
 (avril 2013).
Si vous disposez d'ouvrages ou d'articles de référence ou si vous connaissez des sites web de qualité traitant du thème abordé ici, merci de compléter l'article en donnant les références utiles à sa vérifiabilité et en les liant à la section « Notes et références ».
Edmond Jean Louis Aloys Garrigues, né le 17 novembre 1886 à Puisserguier et décédé dans cette même ville le 20 février 1979, est un résistant français qui fut maire de Puisserguier de 1945 à 1965.

## Biographie
Edmond Garrigues est originaire du département de l'Hérault, issu d'une famille de Montagnac. Il est né à Puisserguier le 17 novembre 1886, dans une famille de forte tradition républicaine. Son père, prénommé aussi Edmond, était instituteur à Puisserguier. Il décéda alors que son fils était encore très jeune.
Edmond Garrigues fut contraint d'abréger la poursuite de ses études et s'engagea auprès des Compagnons de France. Par la suite, il deviendra vigneron, propriétaire viticulteur, puis négociant en vente de vin. Durant son tour de France des Compagnons, il assistera à un congrès socialiste à Paris, en 1905, qui imprégnera plus tard sa carrière d'homme politique.
Durant la seconde guerre mondiale, Edmond Garrigues rejoindra les rangs de la Résistance, dans le Maquis de Fontjun. À la suite, il sera Président du Comité Local de Libération de Puisserguier et deviendra Maire de la commune, pendant deux décennies.
À la suite du décès de son épouse, il se suicidera à son domicile, le 20 juillet 1979.

## Carrière politique
Après avoir assisté à un meeting socialiste à Paris en 1905, Edmond Garrigues militera pour la gauche française. Il devient militant socialiste dans son département natal, l'Hérault.
À l'issue de la seconde guerre mondiale, après son engagement dans la Résistance, notamment dans le maquis de Fontjun, il est élu Maire de sa commune natale, Puisserguier, en 1945, jusqu'en 1965. 
Edmond Garrigues a sympathisé, lors de son adhésion au Parti socialiste, avec Jules Moch et Madeleine Laissac, députée du SFIO. En 1951, il est élu président de la fédération héraultaise des élus socialistes, après avoir été membre de la commission administrative fédérale du parti.
Edmond Garrigues fut membre du Grand Orient de France, défenseur de la laïcité et libre-penseur.

## Journaliste
Assumant sa passion pour la chasse, Edmond Garrigues publia de nombreux articles dans la revue Le Chasseur français qu'il signait sous le pseudonyme de « Frimaire ».